# Hyam Maccoby
Hyam Maccoby (Sunderland, 20 de marzo de 1924 - 2 de mayo de 2004), era un investigador y dramaturgo judío británico especializado en el estudio de la tradición religiosa cristiana y judía .
Maccoby también escribió extensamente sobre el fenómeno del antiguo y moderno antisemitismo. Según él, las tradiciones evangélicas culpan a los judíos por la muerte de Jesús, y especialmente, la leyenda de Judas Iscariote (que él creía que era un producto de la Iglesia Paulina) como las raíces del antisemitismo cristiano. Otros temas de Maccoby incluyen el Talmud, la tradición y la historia de la religión judía.

## La disputa
Hyam Maccoby es autor de la obra Autores judíos en el banquillo. Disputas judías-cristianas en la Edad Media, libro que recoge las traducciones y comentarios de disputas entre judíos y cristianos durante la Edad Media.
También escribió La disputa, obra que representa la dramática confrontación pública que se celebró en Barcelona, en 1263, y que enfrentó al Rabino Bonastruc ça Porta y al cristiano converso Pablo Christiani en presencia del rey Jaime I de Aragón. La obra fue transmitida por el Channel 4.

## Teorías de Maccoby sobre el Jesús histórico
Maccoby consideraba que la imagen de Jesús que figura en los Evangelios canónicos y la historia de la Iglesia primitiva del Libro de los  Hechos está muy distorsionada y llena de tradiciones míticas, pero también defendió que a partir de estos escritos se podría reconstruir una historia bastante exacta de la vida de Jesús.
Maccoby también propuso que Jesús, que siempre empezaba sus oraciones con la palabra abba (padre), era conocido como Jesús Bar Abba o Jesús Barrabás (Jesús hijo del padre), la persona la libertad de la cual pedía el pueblo al prefecto de Judea Poncio Pilato.
Maccoby argumentó que el verdadero Jesús no era un rebelde en contra de la ley judía, sino un judío  mesiánico con una vida y enseñanzas en sintonía dentro de la corriente principal del Judaísmo del primer siglo. Creía que Jesús fue ejecutado como un rebelde contra el Imperio Romano. No dice que Jesús fuera el líder de una revuelta armada real. Más bien, Jesús y sus seguidores, inspirados en la Biblia hebrea o Antiguo Testamento y los escritos de los profetas, esperaban una intervención sobrenatural divina que pusiera fin a la dominación romana, y restaurara el reino davídico con Jesús como el rey ungido por Dios, e inaugurara la era mesiánica de la paz y la prosperidad para todos. Estas expectativas no se cumplieron, y Jesús fue arrestado y ejecutado por los romanos.

## Obra
- The Day God Laughed: saying, Fables and Entertainments of the Jewish Sages(with Wolf Mankowitz, 1973)
- Revolution in Judea: Jesus and the Jewish Resistance(1973)
- Judaism on Trial: Jewish-Christian Disputationes in the Middle Ages (1981)
- The Sacred Executioner: Human Sacrifice and the Legacy of Guilt (1983)
- The Mythmaker: Paul and the Invention of Christianity (1986)
- Judaism in the First Century (1989)
- Paul and Hellenism (1991)
- Judas Iscariote and the Myth of Jewish Evil (1992)
- A Pariah People: Anthropology of Anti-semitismo (1996)
- Ritual and Morality (1999)
- The Philosophy of the Talmud (2002)
- Jesus the Pharisee (2003)
- Anti-semitism and Modernity (2004)

- Datos: Q1263250